# Данило Николић (кошаркаш)
Данило Николић (Подгорица, 8. април 1993) црногорски је кошаркаш. Игра на позицији крилног центра.

## Биографија
Николић је почео да тренира кошарку у КК Јуниор из Подгорице. Касније је прошао млађе категорије подгоричке Будућности. Пре дебија у дресу Будућности играо је за Горштак из Колашина и за Подгорицу. За сезону 2013/14. Будућност га је позајмила Ловћену. У августу 2014. потписао је за Мега Лекс. Провео је наредне две сезоне у Меги и учествовао је у освајању Купа Радивоја Кораћа 2016. године. У сезони 2016/17. играо је за шпански Билбао.
У јуну 2017. се вратио у Будућност. Учествовао је у освајању Јадранске лиге у сезони 2017/18, чиме је клуб изборио пласман у Евролигу. Остао је у Будућности до краја 2021/22. сезоне, а укупно је са подгоричким клубом, рачунајући оба мандата, освојио пет титула првака Црне Горе и седам трофеја у Купу.
У септембру 2022. потписао је једномесечни уговор са француским Дижоном. Наступио је на четири утакмице за Дижон, али је по истеку уговора напустио клуб пошто му није понуђен продужетак сарадње. Почетком новембра 2022. потписао је уговор са руском екипом Автодор Саратов. У априлу 2023. пронашао је и трећи ангажман у сезони 2022/23. пошто је потписао за шпанску Мурсију. У сезони 2023/24. наступао је за француски Лимож. У јуну 2024. потписао је за суботички Спартак.

## Успеси

### Клупски
- Будућност:
  - Јадранска лига (1): 2017/18.
  - Првенство Црне Горе (5): 2011/12, 2012/13, 2018/19, 2020/21, 2021/22.
  - Куп Црне Горе (7): 2012, 2013, 2018, 2019, 2020, 2021, 2022.
- Мега Лекс:
  - Куп Радивоја Кораћа (1): 2016.